# 空军新疆航空队纪念馆
空军新疆航空队纪念馆（维吾尔文：ھاۋا ئارمىيە شىنجاڭ ئاۋىئاتسىيە ئەترىتى خاتىرە سارىيى）是展示新疆航空队历史的专题纪念馆，位于新疆维吾尔自治区乌鲁木齐市天山区幸福路。纪念馆内展出3架飞机、37本（篇）图书资料、1200多张图片、多件实物复制品。讲述的是20世纪30-40年代，中国共产党第一支空、地勤配套的航空队伍从创建开始，历经前往新疆、学习训练、完成学业、被捕入狱、返回延安等事件，到为中国人民解放军空军培育人才的历史。
空军新疆航空队纪念馆同时也是是中华人民共和国全国民族团结教育基地、新疆维吾尔自治区国防教育示范基地。

## 相关背景
因主政新疆的盛世才初期施行的亲苏亲共的政策，1937年，中共中央在八路军驻新疆代表陈云的倡议下，选派一批干部前往进入盛世才航空学校学习航空和机械技术。1938年初，由新兵营和延安指派的43名学员加入“新疆督办公署航空队附属教育班”，也就是新疆航空队。
43名学员中，2人因训练遇难，4人因其他原因无法完成培训。剩余37人中，21人为航空学员，他们完成了Р-5轰炸侦查机的训练，其中部分学员完成了伊-15战斗机（И-15）和伊-16战斗机（И-16）的培训。其余16名为机械学员，他们完成了维修上述机型的课程训练。这支航空队成为中国共产党首支具有空地配套技术并具有完全战斗能力的航空队伍。然而1942年，盛世才的政策转向反苏反共，包括37名航空队成员在内的中国共产党相关人物均被逮捕。直至1945年重庆谈判后，这些被捕的航空队成员才得以释放，其中31人返回延安。
新疆航空队成员安志敏等在中华人民共和国中央人民政府成立典礼中，驾驶飞机飞越天安门广场。新疆航空队成员也是中国共产党组建包括东北民主联军航空学校在内的航校之重要力量。新疆航空队共培养中华人民共和国14位空军将领，其中包括吕黎平、方子翼、方槐等人。如今，中国共产党中国人民解放军空军委员会正式命名这支“新疆航空队”为“空军新疆航空队”。

## 建馆历史
为纪念中国工农红军新疆航空队，中国人民解放军空军决定在中国新疆维吾尔自治区的首府乌鲁木齐市修建新疆航空队纪念馆。2010年3月，在中国人民解放军空军政治部副主任林红松等和中国空军相关人员及乌鲁木齐市相关领导座谈后，纪念馆准备工作正式开启。2010年6月底，纪念馆正式开始修建，中国人民革命军事博物馆负责设计和组织施工。
中国人民解放军空军建军62年之际，即2011年11月10日，空军新疆航空队纪念馆正式开馆。此后，新疆各界中国共产党党员、入党积极分子会在此开展实践学习活动，普通游客也会来此参观。

## 展厅展览
空军新疆航空队纪念馆位于乌鲁木齐市天山区幸福路，曾经航空队员飞行训练的小东门外机场旧址。纪念馆建设用地超过4800平方米，展览面积约700平方米。纪念馆院中停放有一架歼-5战斗机、一架歼-6战斗机、一架初教-6教练机。
纪念馆主题为“人民空军党缔造、人民空军忠于党”，共有五个部分组成，分别是“高瞻远瞩 英明决策”、“红军骨干 蓝天英豪”、“风云突变 烈火真金”、“历尽艰险 回到延安”、“雄鹰展翅 壮志凌云”。采用37本（篇）图书资料、1200多张图片、多件实物复制品。另外还通过触摸屏、手放映厅等方式展示新疆航空队学习、战斗的相关历史。

## 称号
空军新疆航空队纪念馆是中国全国民族团结教育基地、新疆维吾尔自治区国防教育示范基地。

## 图片

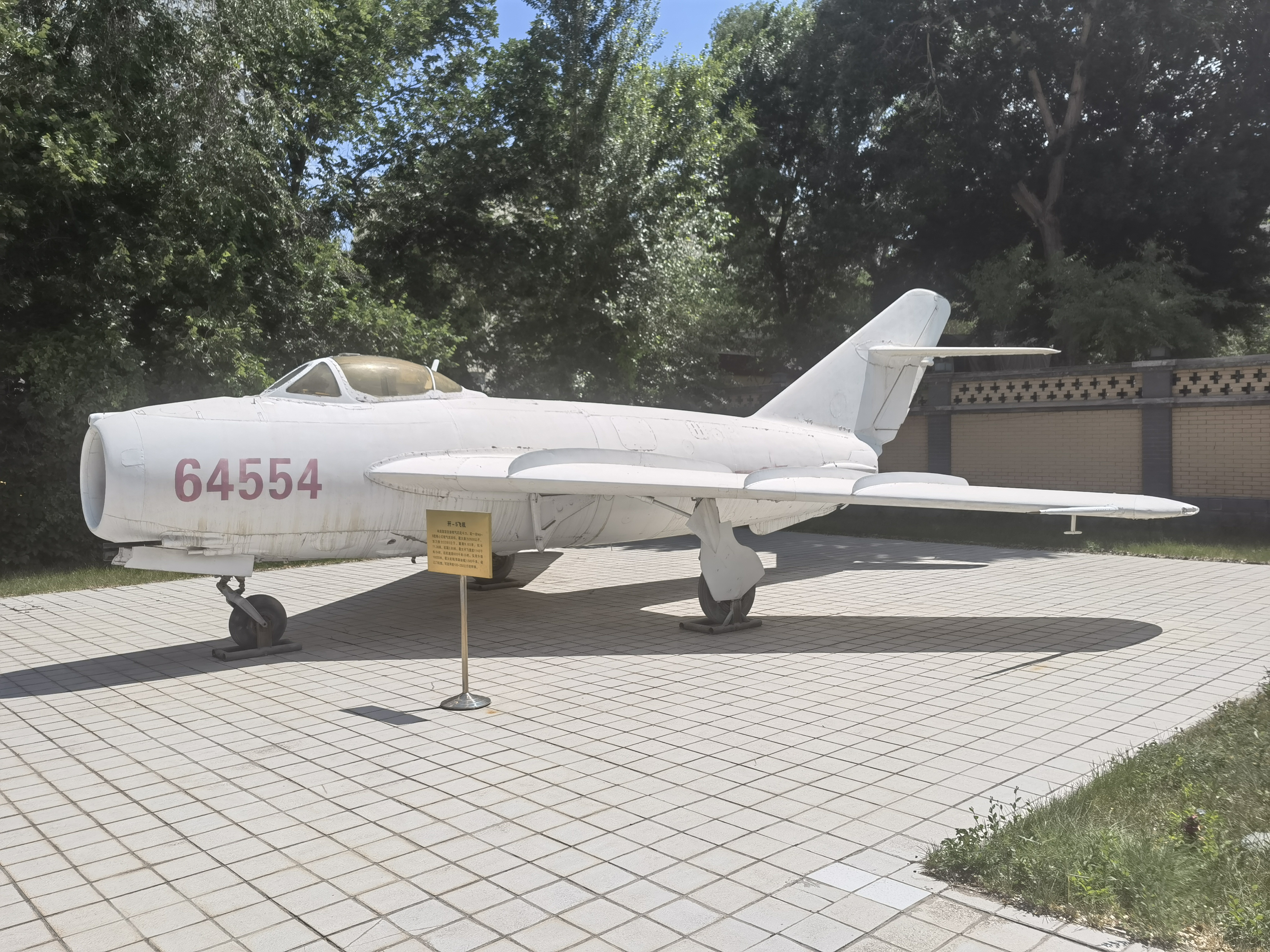
空军新疆航空队纪念馆所展出的歼-5战斗机
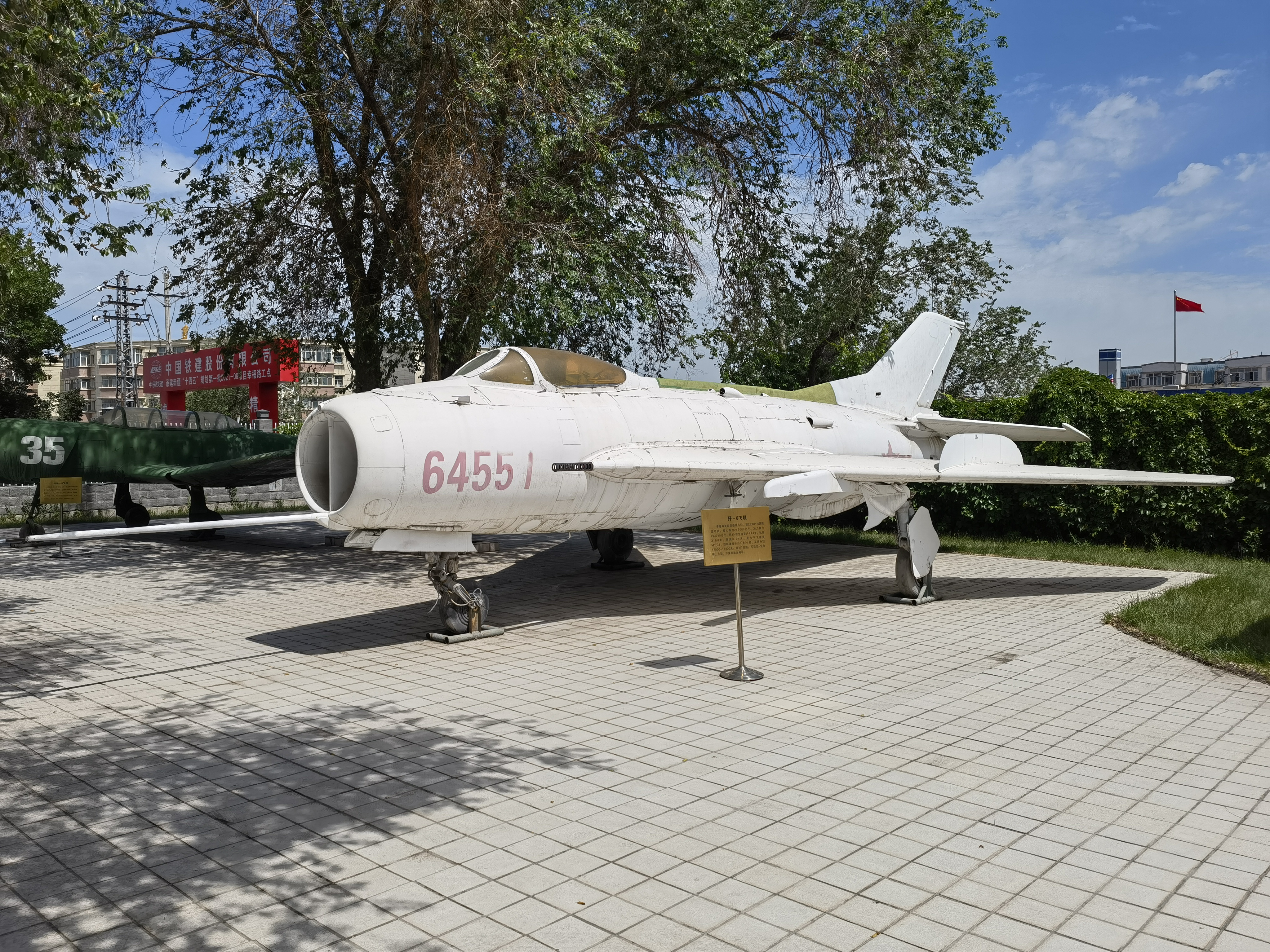
空军新疆航空队纪念馆所展出的歼-6战斗机
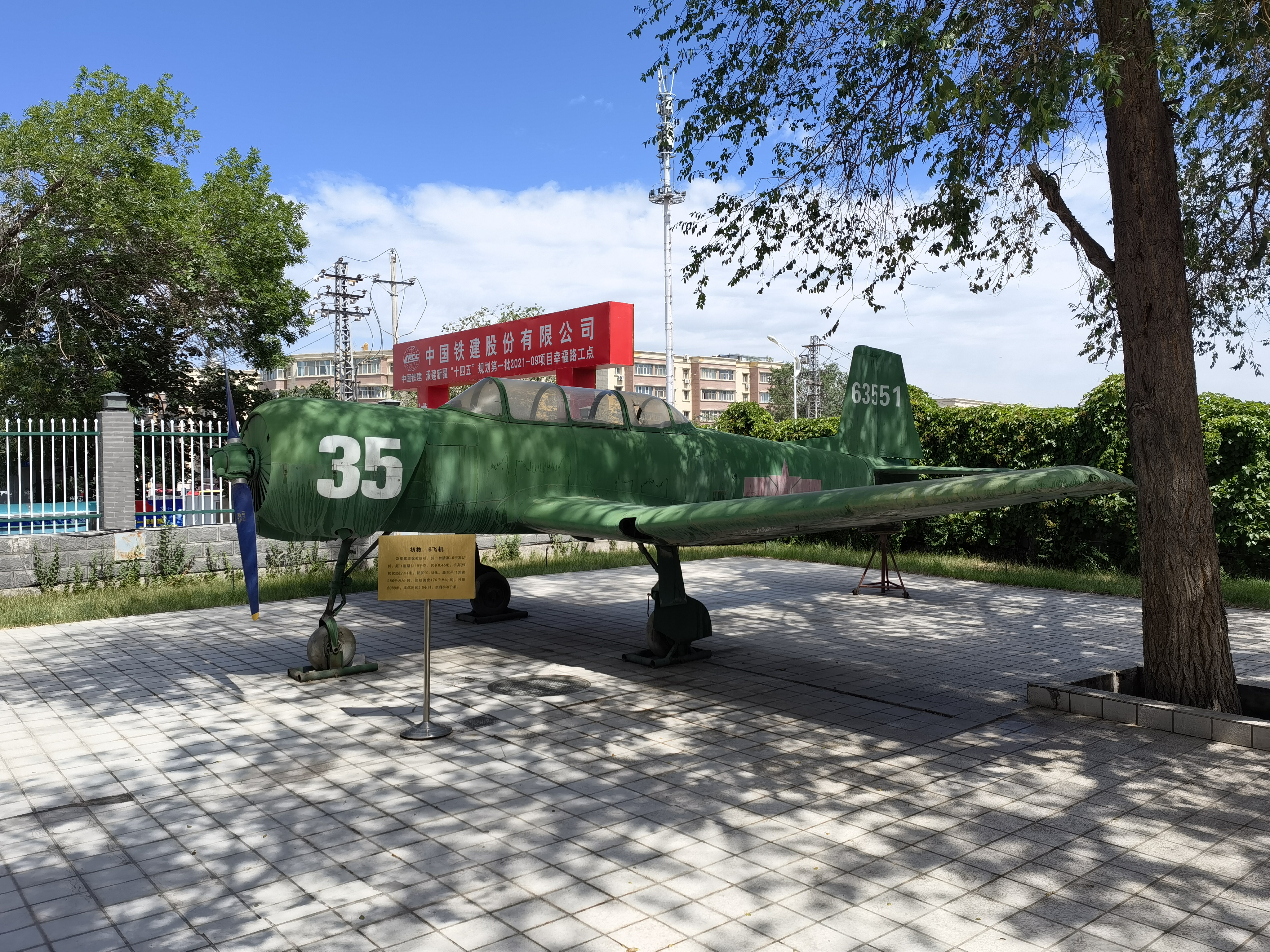
空军新疆航空队纪念馆所展出的初教-6教练机
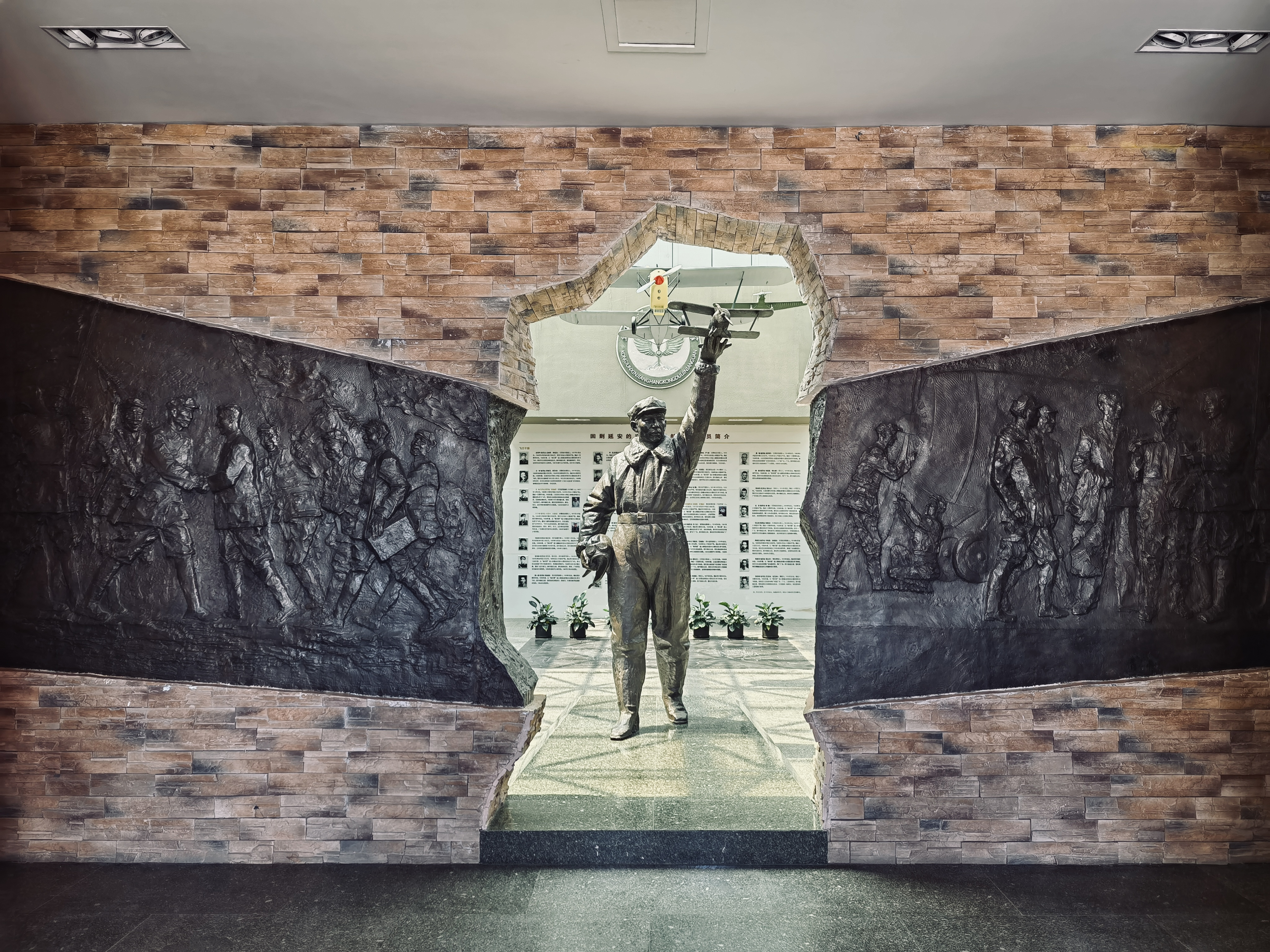
空军新疆航空队纪念馆内部雕塑
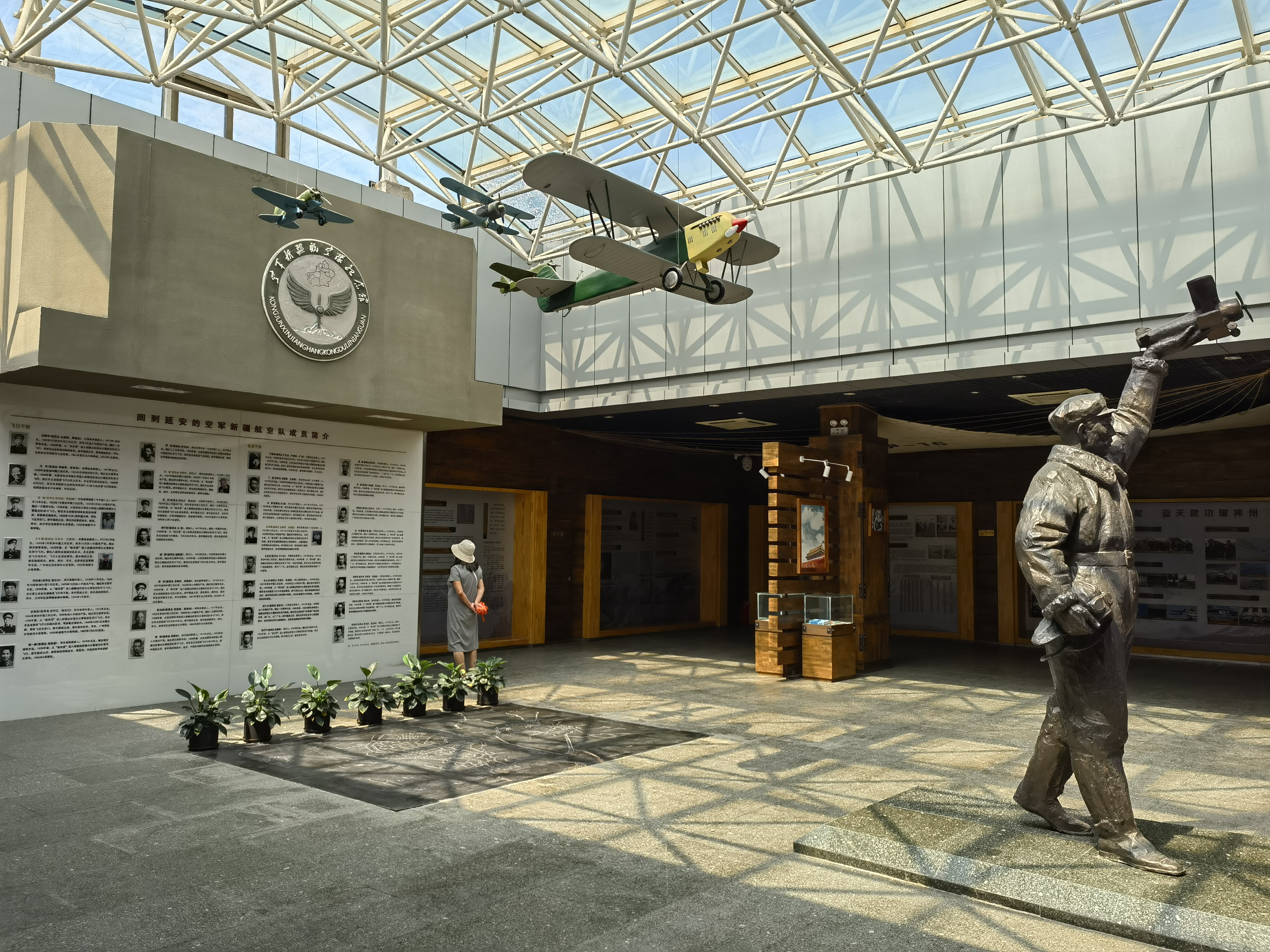
游人在观看展览
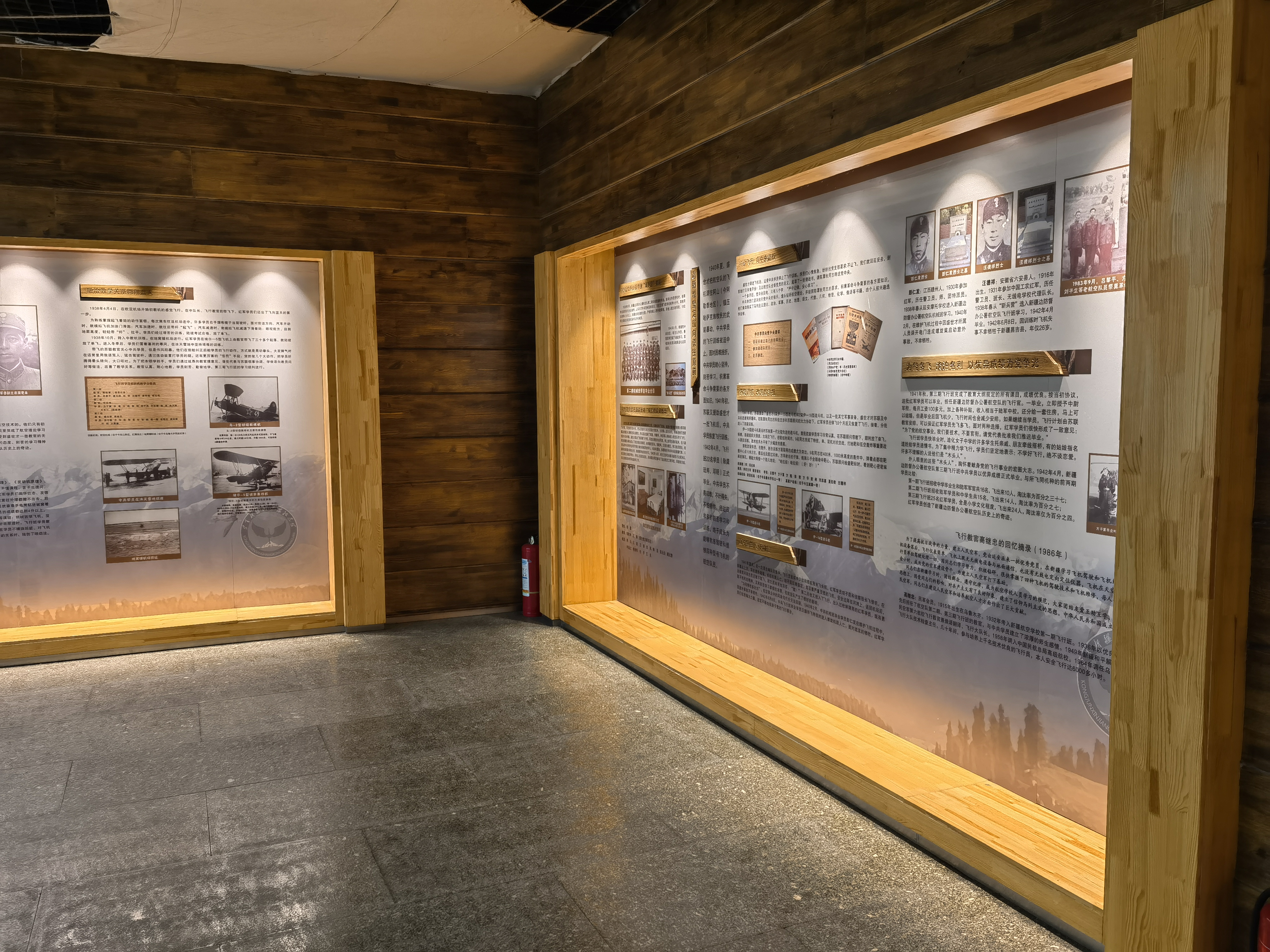
空军新疆航空队纪念馆展览一角
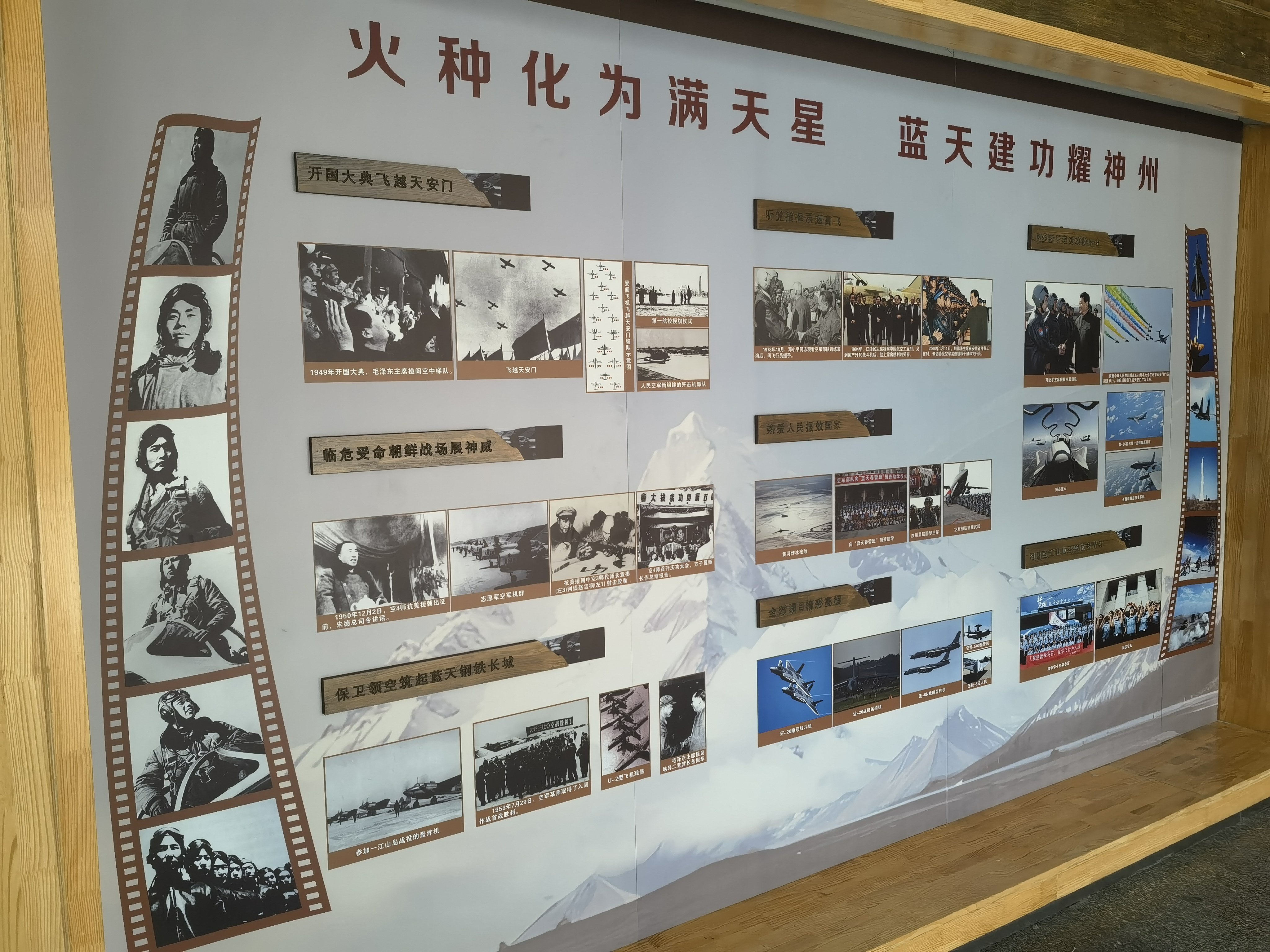
空军新疆航空队纪念馆展览一角
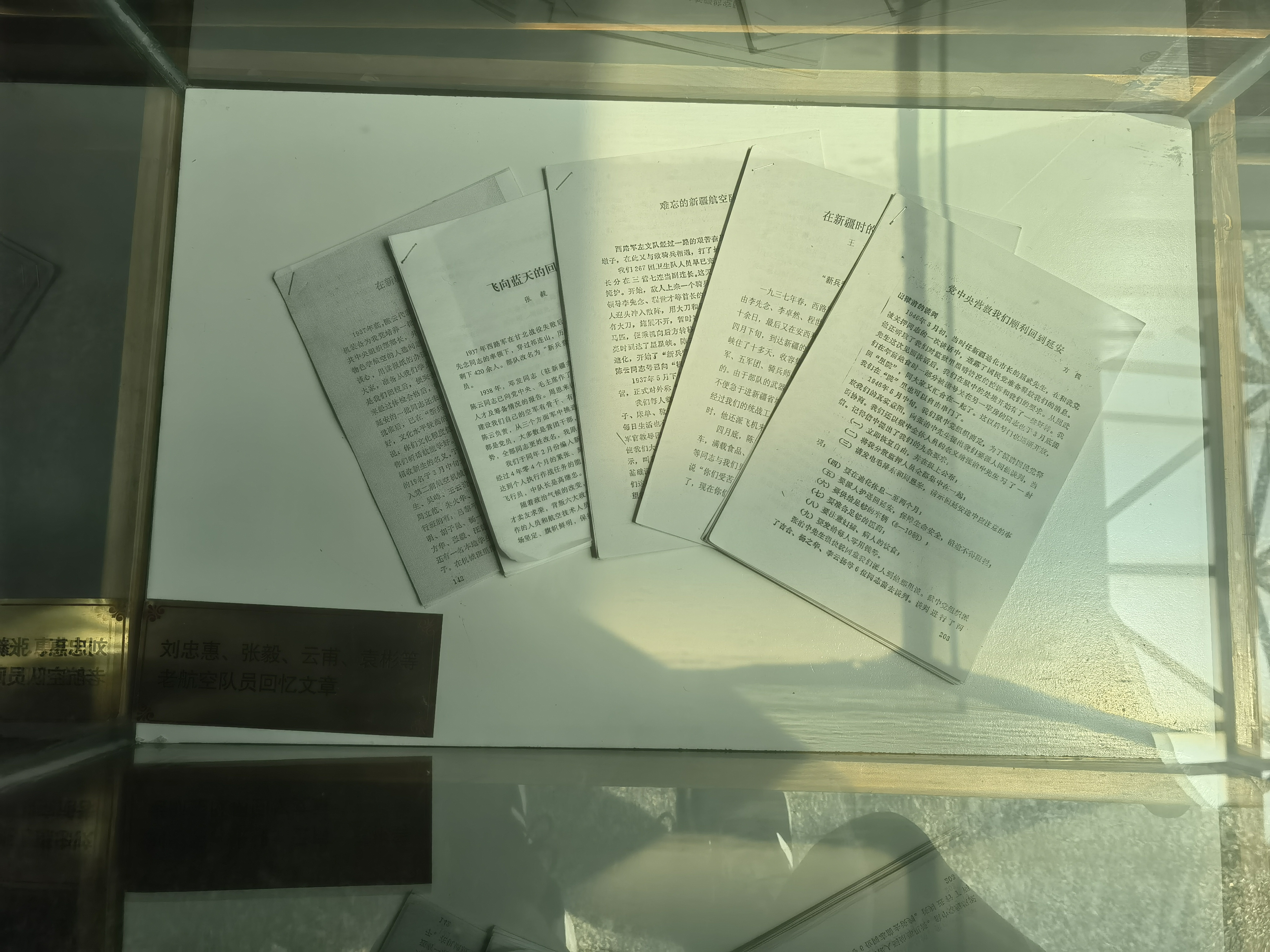
展出的部分回忆录
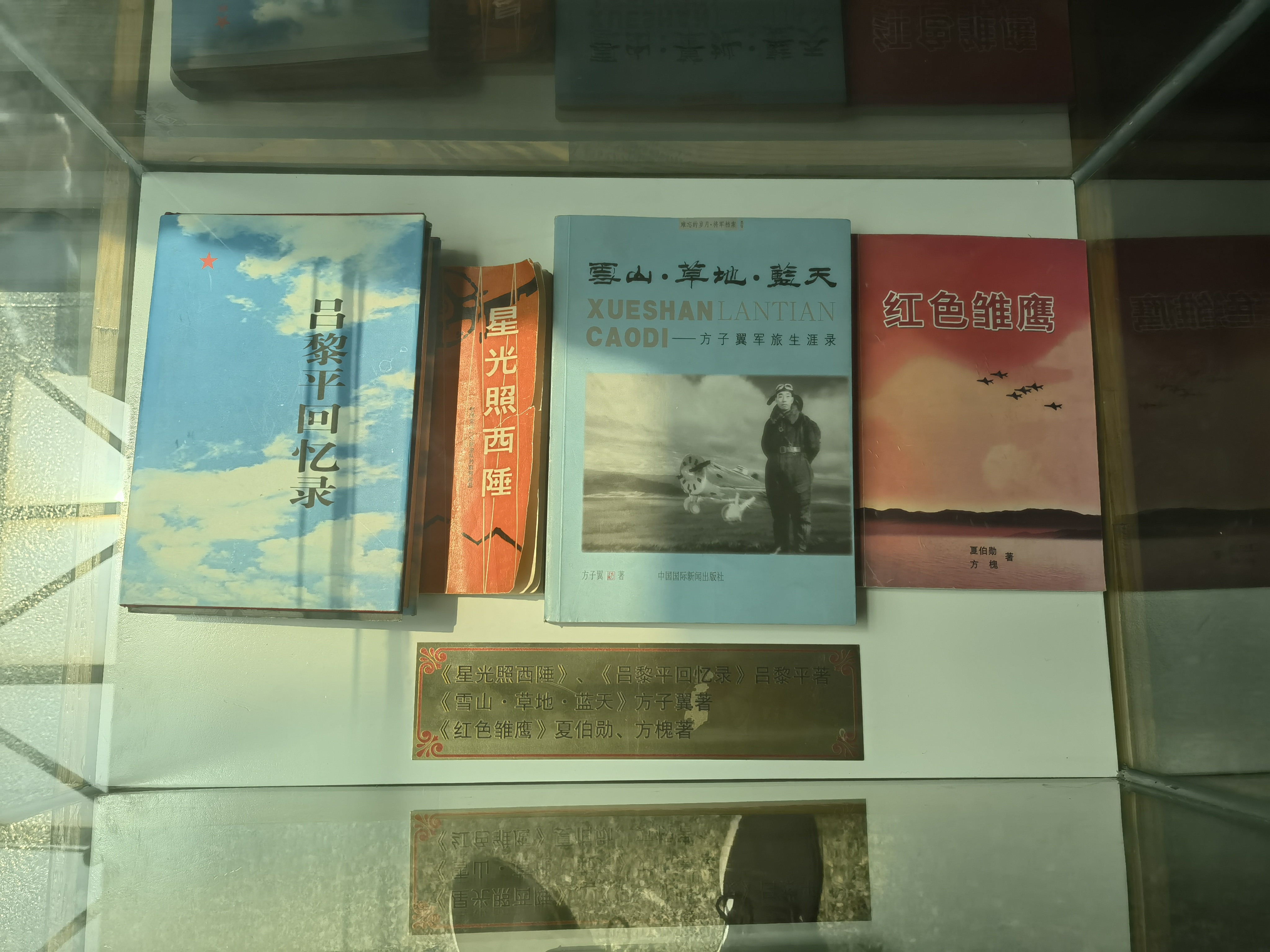
展出的部分书籍
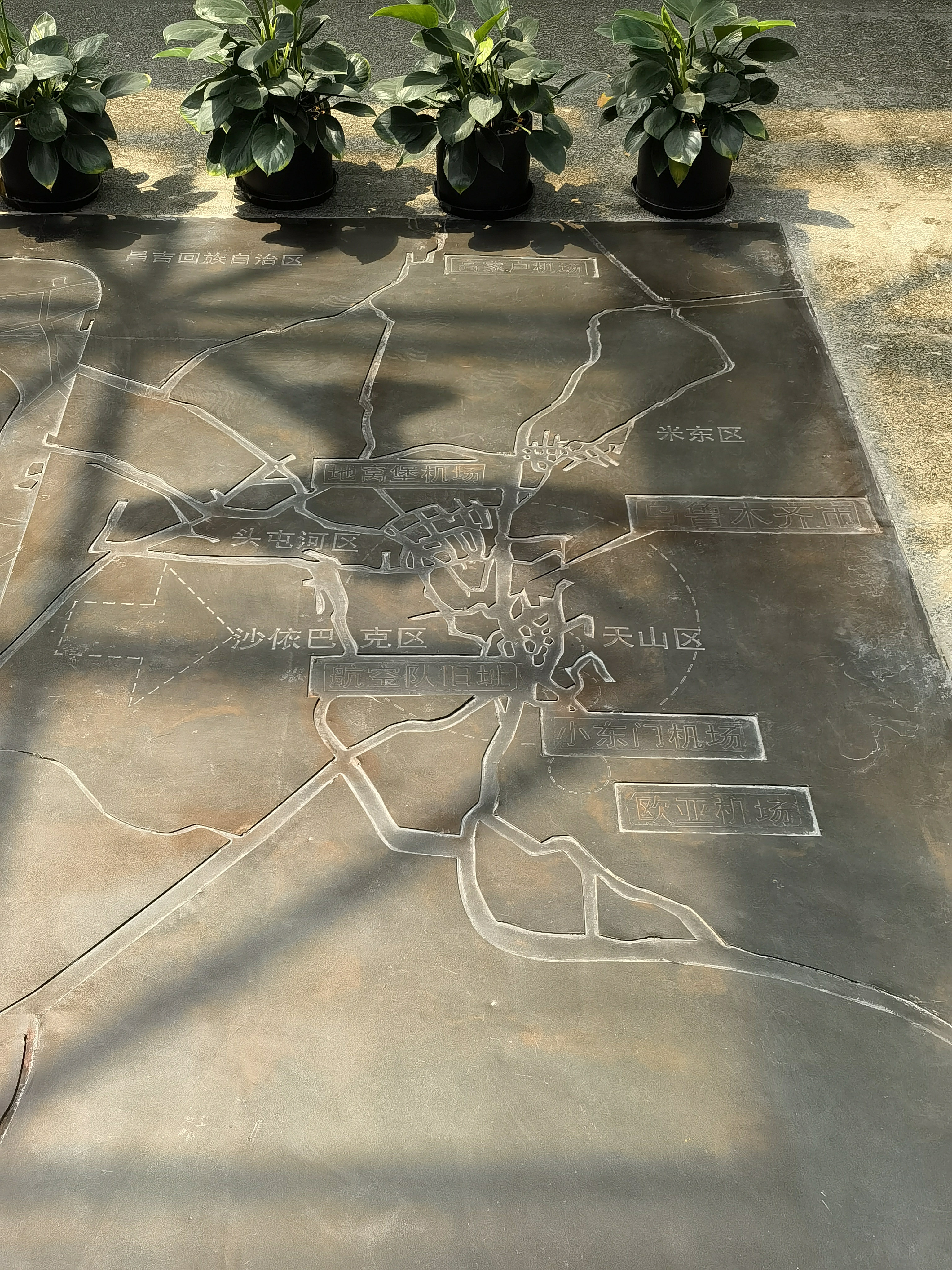
展馆将20世纪30年代迪化（乌鲁木齐）周边的机场所在地标出。
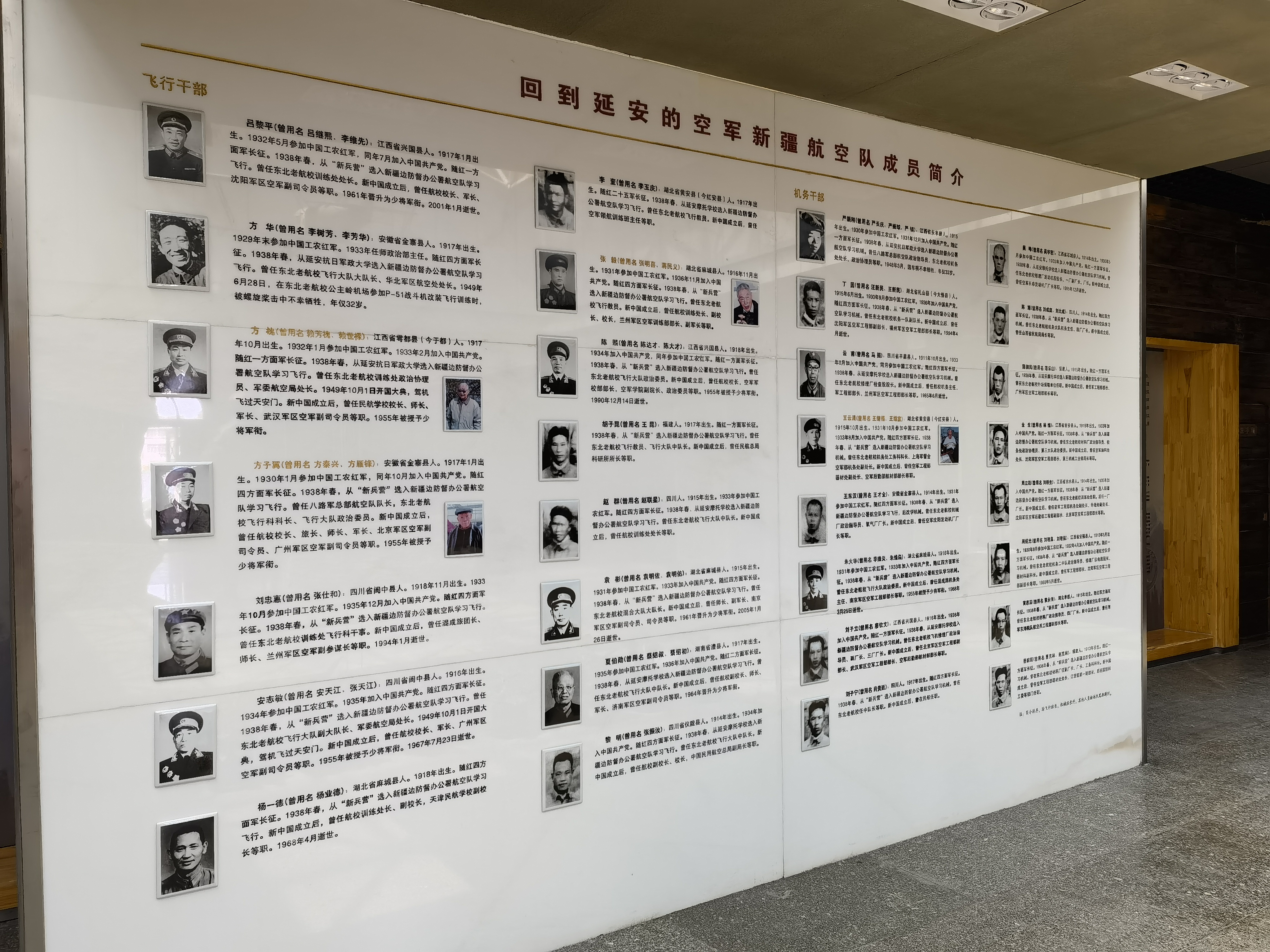
纪念馆展出的回到延安的新疆航空队成员简介